# Adeopapposaurus
Adeopapposaurus (som betyder "långt äter ödla", med hänvisning till sin långa hals) är en släkte av prosauropoder dinosaurie från den tidiga Jura Formación Cañón del Colorado i San Juan, Argentina. Det liknade Massospondylus. Fyra partiella skelett med två partiella skallar är kända.